# Жерева (річка)
Жерева — річка в Україні, в межах Іванківського району Київської області, ліва притока Тетерева (басейн Дніпра). 
Довжина — 30 км, похил річки - 1,8 м/км, площа басейну - 393 км².
Бере початок із заболоченої місцини біля села Жміївка. Проте до ставка у Жміївці русло є пересихаючим. Протікає селами Жміївка, Рудня-Сидорівська (влаштовано ставок), Розважів, Жеревпілля (влаштовано ставок), Жерева та Тетерівське, де і впадає у Тетерів за 87 км від гирла.
Ширина русла річки становить 5 м, ширина заплави — 500 м.
Притоки: Болотна, Кропивня, (праві), Парнище, Любеж, Круча (ліві).